# Michael Ott
Michael Ott (1982) es un deportista suizo que compite en duatlón. Ganó una medalla de bronce en el Campeonato Mundial de Duatlón de Larga Distancia de 2022.

## Palmarés internacional
| Campeonato Mundial | Campeonato Mundial | Campeonato Mundial | Campeonato Mundial |
| Año                | Lugar              | Medalla            | Prueba             |
| ------------------ | ------------------ | ------------------ | ------------------ |
| 2022               | Zofingen (Suiza)   | Medalla de bronce  | Individual         |